# ウィキペディアン・イン・レジデンス

ウィキペディアン・イン・レジデンス（中央の青い箱）とコミュニティの関係。この図表では利害関係を表しており、その基本的な任務をめぐり各関係者がどのようにやりとりをしているかが分かる。（左上から時計回り＝GLAM専門職、GLAM機関職員、ウィキメディアのボランティア、GLAM・ウィキの交流コミュニティ）

ウィキペディアン・イン・レジデンス、ウィキメディアン・イン・レジデンス（英語: Wikipedian in residence, Wikimedian in residence, WiR）または招聘ウィキペディアン（しょうへいウィキペディアン）とは、美術館、図書館、公文書館、博物館（いわゆるGLAM）や高等教育機関（大学など）に招聘され駐在するウィキペディア編集者で以下の任務を果たす。
- 機関の使命（ミッション）に関連するウィキペディア項目の編集を手助けし、
- 機関がオープンライセンス下で資料を公開することを促進・補助し、
- 機関とウィキメディアのコミュニティの関係構築を促進する。

GLAMと一般市民によるウィキペディア関連アウトリーチイベントの調整もほとんどの場合は支援する。
ウィキペディアン・イン・レジデンスを受け入れている機関には、大英博物館や大英図書館、アメリカ国立労働安全衛生研究所、ノルウェー国立図書館、スイス連邦公文書館、といった規模の大きな公共機関から、イギリスのダービー博物館・美術館やウォルソール・ニュー・アート・ギャラリーなど規模の小さめな施設もある。フランスのヴェルサイユ宮殿、スペインのピカソ美術館、アメリカ合衆国のスミソニアン博物館、ジェラルド・R・フォード大統領図書館、アメリカ国立公文書記録管理局（米国国立公文書館）も受け入れている。

## 歴史
初めてウィキペディアン・イン・レジデンスになったのはオーストラリア人のリアム・ワイアットで、2010年に5週間の期間で大英博物館でのボランティア活動という形で携わった。ワイアットは常に最新で正確な情報を提供できるようにウィキペディアと博物館の関係を強化する必要があるとし、「我々は同じことを同じ理由と人々とメディアで行っている」と述べた。インディアナポリス子供博物館のGLAMイベントで2010年にボランティア活動を行ったロリ・フィリップスが招聘の第1号で、2番目のブノワ・エヴェリン（英語）は受け入れ先のヴェルサイユ宮殿（英語）で6ヶ月間、働いている。スペイン、バルセロナのピカソ美術館やイギリスのダービー博物館・美術館でも早期に実施された。
2010年、スミソニアン博物館もウィキペディアン・イン・レジデンスの招聘に興味を示し、同年7月にサラ・スティアーチが参加した。
翌年、米国国立公文書館もシモンズ・カレッジで歴史とアーカイブ管理の修士を目指す学生を招聘、新館で仕事を始めたマクデヴィット＝パークスは2004年からウィキペディアの編集を行っており、この時の招聘と雇用は国立公文書館長官デヴィッド・フェリエロの裁量で決まった。同じ2011年の7月にはウィキメディア・イギリス協会はARKiveプロジェクトの一環としてアンディ・マベットを野生動物慈善団体ワイルドスクリーンの「アウトリーチ・アンバサダー・イン・レジデンス」に任命した（編集は2003年開始、任地はブリストル）。マベットはその後、ウォルソール・ニュー・アート・ギャラリー他の団体から招聘を受けている。
2013年1月、ジェラルド・R・フォード大統領図書館（英語）がミシガン大学の修士であるマイケル・バレラを迎え、ウィキペディアン・イン・レジデンスを招聘した初めての大統領図書館となった。

同年9月、アメリカ国立公文書記録管理局は公共団体初の施策としてウィキペディアン・イン・レジデンスを恒久的にフルタイム雇用すると発表、在籍中のマクデヴィット＝パークスは局内のイノベーションオフィスに転属した。

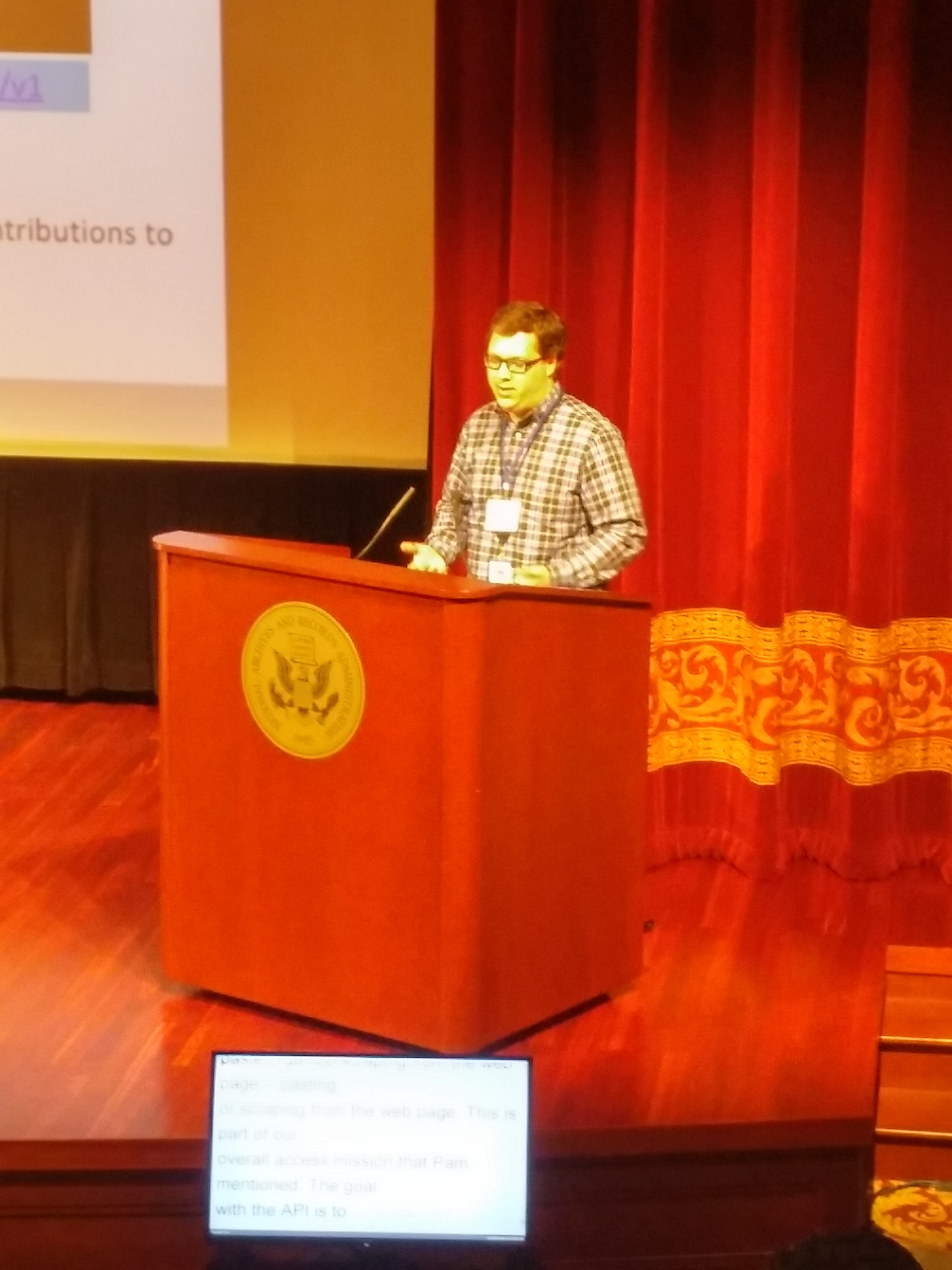
ウィキカンファレンス USA 2015で講演するドミニク・マクデヴィット＝パークス、会場は国立公文書ビル

ハーバード大学は2014年3月に求人情報を出し、ホートン図書館の招聘ウィキペディアンとして活動する人を募った。
その年の10月、カナダのビクトリア大学図書館は Christian Vandendorpe（フランス語）を2014/2015年度の名誉招聘教授ウィキペディアン（Honorary Resident Wikipedian-in-Residence）に指名したと発表した。
2016年時点で招聘され、この役目を果たしたウィキペディアンは100名を超す。ウィキペディアン・イン・レジデンスの報酬はほとんどの場合、招聘元の機関かウィキメディア関連団体が支給する。

## 任務
基本的任務として他の職員や一般の参加者向けにアウトリーチを含む活動を担当し、さらに記事への投稿を行う。このようなアウトリーチ任務には講習会のお膳立ても含まれる。
ウィキペディアン・イン・レジデンスの基本的役割は以下を含む。
- イベントや講習の補助を通じて、所属機関とウィキメディア・コミュニティ、両組織のミッションをサポートする橋渡しの役割を果たす。
- 任務には講習会やエディタソンの企画や指導も含まれる[21][22]。
- ウィキペディアの方針、実践について職員や一般人に説明。たとえば「利益相反行為」に関する方針についてなど。
- その機関の題材や目的に関連する記事の編集。記事の主題は、その機関の収蔵品の中で特筆すべき事物など[23]。

## 報酬
ウィキペディアでは有償の寄稿は推奨されず、関係を公開しないままの擁護活動は禁止されているが、ウィキペディアン・イン・レジデンスは支援機関のための広報活動やマーケティングに対する厳格なガイドラインを遵守する限りにおいて、ウィキメディア関連の活動に対して報酬を得ることを容認されている。

## 評価
ウィキペディアン・イン・レジデンスに関する広報は、外部から「ウィキメディアと姉妹プロジェクトが豊かになったりリソースや知識が世界中で共有されたりするのを支援する独特的な機会」として肯定的に報道されている場合がある。しかし逆に別の広報媒体は「ファッショナブルなギミックに税金が消える」と否定的に書かれ、「1日23時間オンラインで議論に明け暮れる欲望を持つこと」など型にはまった応募要件をあげつらっている。2013年、スコットランド国立図書館の期限付き正規職員の募集は「スコットランドの公共機関とウィキメディア・イギリス協会の初の大規模提携」と報じられた。これに続き、2015年12月にはエジンバラ大学でもウェブ編集者として指名を受けている。

## 関連資料
発行年順。
- Keller, Jared (2011-06-16). “How Wikipedians-in-Residence Are Opening Up Cultural Institutions [招聘ウィキペディアンはいかにして文化機関を公に開いてきたか”]. アトランティック誌 2021年5月13日閲覧。.
- Leva, F., & Chemello, M. (2018). The effectiveness of a Wikimedian in permanent residence: The BEIC case study. JLIS.It, 9(3), 141–147. doi:10.4403/jlis.it-12481. 「常勤職としてのウィキメディアンの効率性：BEIC（欧州情報文化図書館）の事例研究」『JLIS.It』
- Stinson, A., & Evans, J. (2018). Bringing Wiki (p/m) edians into the Conversation at Libraries. In M. Proffitt (Ed.), Leveraging Wikipedia: Connecting Communities of Knowledge (pp. 31–54). アメリカ図書館協会. 「図書館の会話にウィキ（ペ／メ）ディアンが加わると」『ウィキペディアの活用：知のコミュニティをつなぐ』
- Gutiérrez De la Torre, S. E. (2021). Beyond the Wikipedian-in-Residence, or how to keep the flame burning. L. M. Bridges, R. Pun, & R. A. Arteaga (Eds.), Wikipedia and Academic Libraries: A Global Project. Michigan Publishing. doi:10.3998/mpub.11778416.ch12.en. 「招聘ウィキペディアンのその先、あるいは炎を絶やさないために」『ウィキペディアと学術図書館：グローバルな事業』